# 輕偏癱
輕偏癱（英語：Hemi-paresis）是人体左右某一侧出现的麻痹、瘫痪的症状，最严重時將導致偏癱（英語：Hemi-plegia），或稱半身不遂，即半個身體的完全麻痺。這兩種症狀的成因有很多，既有先天原因也有中風等後天原因。

## 症狀
不同程度的偏癱會對人體功能產生不同的影響，除去肢體麻痺等必然發生的症狀之外，也有一些看似無關，但實際上也是因為大腦受損而造成的問題。

### 動作技能喪失
患者通常因肢體麻痺而難以保持平衡，日常行為如穿衣吃飯等都會因而受到影響，從而導致運動失調。而純運動性輕偏癱，即臉、胳膊和腿的輕偏癱則是最常見的輕偏癱。

### 傾斜綜合症
傾斜綜合征指的是患者主動向未發生偏癱發生的體側傾斜的症狀，這與大多數中風者的情況相反，不過都導致患者失去姿勢平衡。其產生可能與丘腦或大腦右半球的功能有關。
在急中風和輕偏癱患者中，出現傾斜綜合征的患者占10.4%。這種症狀可以糾正，但要花去很長的時間。傾斜綜合征常與空間疏忽一詞混淆，實際有些研究顯示空間疏忽也會導致傾斜綜合征。但另外一些研究顯示空間疏忽絕大多數情況閒置出現在右半球受損的患者身上，而傾斜綜合征則亦見於左半球受損的患者。

## 病因
輕偏癱或偏癱的最常見病因是中風，其中在中風影響到皮層脊髓束時更容易發生偏癱。此外成因還包括脊髓損傷、脊髓半切綜合征、外傷性腦損傷和其他腦部疾病。在成人身上，外傷、出血、糖尿病、高血壓和癌症有時也會導致輕偏癱或偏癱。

## 治療
治療輕偏癱或偏癱的辦法與治療中風和腦損傷的方法一樣，理療師協助病人康復的過程中扮演著重要角色。這些治療方法重在提高患者的身體麻痺部分的運動能力。具體來說，可使用强制性使用运动疗法、鏡像療法等。這些療法一定要持久才容易起效。

## 預後
除非病因本身不斷加劇，輕偏癱或偏癱的症狀並不會日益加劇。但由於運動困難可能產生有氧適能下降、肌肉痙攣、褥瘡、壓力潰瘍和血栓形成等問題。 很少有人能在極短的時間內康復，實際上許多人都只能恢復部分的身體機能。因此也要注意鼓勵他們運動并協助其融入社會。